# Michail Madscharow

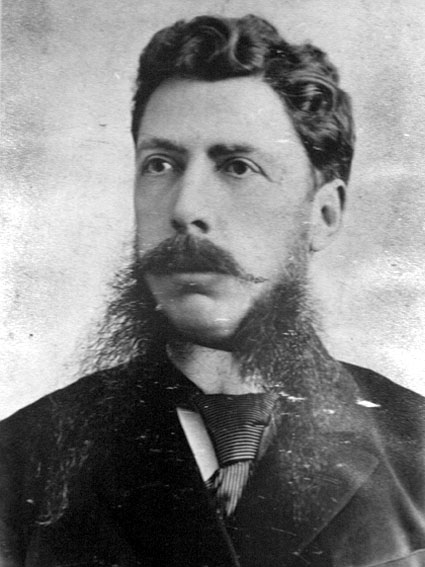
М. Madscharow, Datierung unbekannt

Michail Iwanow Madscharow (bulgarisch Михаил Иванов Маджаров) (* 31. Januarjul. / 12. Februar 1854greg. in Kopriwschtiza, damals im Osmanischen Reich; † 23. Januar 1944 in Sofia) war ein bulgarischer Publizist, Diplomat und Politiker. 1884/85 leitete er die Verwaltung für Finanzen der autonomen Provinz Ostrumelien, 1894 bis 1899 war er Minister für Öffentliche Gebäude, Straßen und Post in den Kabinetten Stoilow (2.) und (3.), im Juni/Juli 1913 im Kabinett Danew (4.) Innenminister, von Oktober 1918 bis Mai 1919 in den Kabinetten Teodorow (1.) und (2.) Verteidigungsminister sowie von Oktober 1919 bis April 1920 in der Regierung Stambolijski Außenminister seines Landes.

## Leben
Madscharow, ein Neffe des Revolutionärs Georgi Benkowski, entstammte einer Handwerker- und Kaufmannsfamilie. Nach dem Besuch von Schulen in seinem Heimatort und in Philippopel (heute: Plowdiw) sowie des Robert-Colleges in Konstantinopel arbeitete er 1877 bis 1879 als Lehrer in Pasardschik, bevor er sich der Politik zuwandte. Madscharow war Gründer und anfangs auch Redakteur der ersten bulgarischen Zeitung nach der Befreiung, der Mariza, von 1894 bis an sein Lebensende war er außerdem Herausgeber der Zeitung Mir. Im Gefolge der innenpolitischen Auseinandersetzungen um den außenpolitischen Kurs Bulgariens – Orientierung an Westeuropa oder an Russland – wurde Madscharow 1885 kurzzeitig verhaftet, 1886 ging er für einige Zeit über Konstantinopel ins russische Exil, wo er sich in Odessa niederließ. Nach seiner Rückkehr 1889 arbeitete er neben seiner parlamentarischen Tätigkeit als Publizist (die erste bulgarische Übersetzung des Tolstoi-Romans Krieg und Frieden stammt von ihm) und Rechtsanwalt. Madscharow war der Vater der Dichterin und Schriftstellerin Anna Kamenowa.

## Politische Karriere
Schon in Ostrumelien war Madscharow einer der Anführer der Volkspartei in der parlamentsähnlichen Versammlung dieses Territoriums. Nach der Vereinigung der autonomen Provinz mit dem Fürstentum Bulgarien gehörte er bis zur Wahl im März 1920 ununterbrochen der Nationalversammlung an. 1913/14 war Madscharow bulgarischer Botschafter in Großbritannien, anschließend bis 1915 in Russland.
Aufgrund seiner fortgesetzten Opposition zum politischen Kurs des Ministerpräsidenten Stambolijski wurde er zwei Jahre nach seinem Ausscheiden aus dessen Regierung verhaftet und in Schumen vor Gericht gestellt.

## Veröffentlichungen
Neben zahlreichen Zeitungsartikeln erschienen von Madscharow
- Източна Румелия. Исторически прегледъ (Ostrumelien. Historischer Rückblick), Sofia: S.M. Stajkow, 1925.
- Дипломатическа подготовка на нашите войни (Die diplomatische Vorbereitung unserer Kriege), Sofia: Mir-Verlag, 1932.
- Спомени (1854-1889) (Erinnerungen 1854-1889). Sofia 1968, postum.[2]

## Sonstiges
Seit 1884 war Madscharow Mitglied der Bulgarischen Literarischen Gesellschaft, aus der 1911 die Bulgarische Akademie der Wissenschaften hervorging. In Sofia erinnert eine Straße улица Академик Михаил Маджаров an ihn, außerdem ist er Ehrenbürger der Stadt Popowo.